# Połączone Zgrupowanie Wojsk
Połączone Zgrupowanie Wojsk (Objediniennaja grupirowka wojsk, OGW) – oficjalna nazwa związku operacyjnego armii rosyjskiej stacjonującego od 1999 na Północnym Kaukazie. 
Utworzony we wrześniu 1999 dekretem nr 1255 Prezydenta FR Borysa Jelcyna w celu "przeprowadzenia antyterrorystycznych operacji na terytorium Północno-Kaukaskiego regionu Federacji Rosyjskiej" tuż przed rozpoczęciem II wojny czeczeńskiej. Od 2003 podlega MSW FR. 

## Dowódcy
Od stycznia 2008 ugrupowaniem dowodzi gen. Nikołaj Siwak.
Poprzednio byli to:
- gen. Wiktor Kazancew (wrzesień 1999 - luty 2000)
- gen. Giennadij Troszew (p. o. luty - marzec 2000, dowodzący kwiecień - czerwiec 2000)
- gen. Aleksandr Baranow (p.o. marzec 2000)
- gen. Walerij Baranow (p. o. lipiec - wrzesień 2000, dowodzący wrzesień 2000 - październik 2001, wrzesień 2003 - maj 2004)
- gen. Siergiej Makarow (p.o. lipiec - sierpień 2002, dowodzący październik 2002 - wrzesień 2003)
- gen. Michaił Pańkow (p.o. maj 2004)
- gen. Wiaczesław Dadonow (p. o. czerwiec 2004 - lipiec 2005)
- gen. Jewgienij Łazebin (lipiec 2005 - czerwiec 2006)
- gen. Jewgienij Barjaiew (czerwiec - grudzień 2006)
- gen. Jakow Niedobitko (grudzień 2006 - styczeń 2008)